# 茂庭有元
茂庭 有元（もにわ ありもと）は、江戸時代の武士。仙台藩重臣・茂庭氏当主。陸奥国志田郡松山領主。

## 生涯
文化元年（1804年）、7代目松山領主・茂庭善元の四男として生まれる。幼名は孝次郎。
兄三人は早世するか他家に養子に出ていたので跡取りとなり、文化13年（1816年）に藩主・伊達斉宗へ御目見し、文政2年（1823年）、父の死去にともない家督を相続して8代目松山領主となる。
有元は家中子弟の教育に力を入れ、家督相続の年に武芸稽古園を開設したのを手始めに、文政12年（1829年）に郷学・大成館を創立し、大槻平泉門下に学んだ家臣の小島成章（東陵）を初代学頭に任命した（授業開始は翌年1月）。大成館には家中の10歳以上の男子全てを通わせ（ただし、遠方の者は12歳まで任意通学）、手習・読書を学ばせた。大成館からは養賢堂指南役を務めた小野寺鳳谷などを輩出している。
またこの年、領内を流れる鳴瀬川の堤防の補強工事に着手した。鳴瀬川は文政年間だけでも4度氾濫し、特に文政7年（1824年）の洪水では甚大な被害が発生しており、治水事業は急務であった。工事の内容は総延長約3.3kmにわたって堤防に盛土を施して補強し、決壊しやすい地点には横土手を併設するというもので、有元は自ら馬を駆って現場を見回り、食糧や医薬品を配給して工事を督励した。
しかし、工事の完成が目前に迫っていた天保2年（1831年）9月末に病に倒れ、同年10月20日死去。享年28。体調不良を押して見回りに赴いたことが死期を早めた原因であったという。家督は嫡男・小源太（徳元）が相続したが、徳元は家督相続からわずか4年後の天保6年（1835年）に12歳で病死し、その跡を二男の与七郎（升元）が継いだ。9代徳元・10代升元は共に幼少のため、白石城主・片倉宗景（有元義弟）の後見を受けている。

## 系譜
- 父：茂庭善元
- 母：沼辺武伸の娘

- 正室：広子（松前広文の娘）
  - 茂庭徳元 - 長男
  - 女子 - 長女。大町殖頼室
  - 女子 - 二女。夭逝
  - 茂庭升元 - 二男。徳元養子
  - 片平教敬 - 三男。片平教成養子